# Andronic (apostol)
Andronic supranumit hagiografic Andronic de Panonia era considerat de apostolul Pavel drept primul între Cei 70 de Apostoli, împreună cu Iunia. Iunia și Andronic erau rudele lui Pavel.